# Arco di Riccardo
L'Arco di Riccardo è, secondo alcune fonti, una delle porte romane di Trieste; risalente al I secolo a.C., esso fu costruito probabilmente sotto l'imperatore Ottaviano Augusto negli anni 33-32 a.C. Le forme della decorazione architettonica permettono di datare la forma attuale dell'arco all'età claudio-neroniana o forse flavia (50-75 d.C.). Secondo altre fonti, invece, si tratta di uno degli ingressi al santuario della Magna Mater.

## Descrizione
Si tratta di un arco a un solo fornice, alto 7,2 m, largo 5,3 m e profondo 2 m. Presenta un coronamento superiore, privo di decorazione.
Ai lati due lesene, di cui una sola attualmente visibile, a scanalature sormontate da capitelli di ordine corinzio. Il soffitto dell'arco era decorato a cassettoni.

## Etimologia del nome
Una leggenda popolare ritiene che il nome derivi da Riccardo Cuor di Leone, il quale, di ritorno dalla Terra santa, fu tenuto prigioniero anche a Trieste.
Maggior credito ha la versione che fa derivare il nome dalla sua probabile posizione all'ingresso del cardo massimo, da cui il nome "Arco del Cardo" che si sarebbe progressivamente evoluto in "Arco di Riccardo". Secondo un'altra teoria, il nome risale alla magistratura medievale del ricario la cui sede era nelle vicinanze.